# Alice Marble
Alice Marble (Beckwourth, 28 settembre 1913 – Palm Springs, 13 dicembre 1990) è stata una tennista statunitense.

## Carriera
Durante la sua carriera ha vinto 18 tornei del Grande Slam, 5 in singolo, 6 nel doppio femminile in coppia con Sarah Palfrey Cooke e 7 nel doppio misto.

Marble rimase tra i primi dieci posti della classifica tra il 1936 e il 1939 raggiungendo la prima posizione nel 1939.

Nella Coppa Wightman perse solo un match in singolo e uno in doppio nel cinque anni in cui ha partecipato.

Per due anni consecutivi, 1939-1940, Alice Marble vinse il premio Associated Press Athlete of the Year.

È stata inserita nella International Tennis Hall of Fame nel 1964.

## Finali del Grande Slam

### Vinte (5)
| Anno | Torneo               | Avversario in finale | Risultato      |
| 1936 | U.S. Championships   | Helen Hull Jacobs    | 4-6, 6-3, 6-2  |
| 1938 | U.S. Championships 2 | Nancye Wynne Bolton  | 6-0, 6-3       |
| 1939 | Wimbledon            | Kay Stammers Bullitt | 6-2, 6-0       |
| 1939 | U.S. Championships 3 | Helen Hull Jacobs    | 6-0, 8-10, 6-4 |
| 1940 | U.S. Championships 4 | Helen Hull Jacobs    | 6-2, 6-3       |